# Suore domenicane degli Angeli
Le Suore Domenicane degli Angeli (in croato Sestre Dominikanke Kongregacije Sv. Anđela Čuvara) sono un istituto religioso femminile di diritto pontificio.

## Storia
Le origini della congregazione sono oscure, ma si hanno tracce della presenza di terziarie domenicane in Dalmazia sin dal Trecento (un frammento delle loro costituzioni risalenti al 1345 fu rinvenuto presso Zara). Una terziaria domenicana della regione vissuta nel Cinquecento, Osanna di Cattaro, fu beatificata nel 1927.
Agli inizi dell'Ottocento le domenicane furono costrette a lasciare le loro comunità e, terminata l'epoca napoleonica, ripresero la vita comune a Sebenico e Spalato.
Il 2 ottobre 1905 il domenicano Angelo Maria Miškov riunì le comunità di Spalato e Sebenico in una congregazione centralizzata con casa-madre a Curzola: la prima superiora generale fu Imelda Jurić, del convento di Sebenico, formatasi a Roma presso le domenicane di Santa Caterina da Siena.
L'istituto ricevette il pontificio decreto di lode il 2 marzo 1937.

## Attività e diffusione
Le suore si dedicano all'educazione della gioventù e alla cura dei malati.
Oltre che in Croazia, la congregazione è attiva in Canada, Germania, Serbia e Slovenia; la sede generalizia è a Curzola.
Alla fine del 2015 l'istituto contava 110 religiose in 16 case.